# Viola hispida
Viola hispida Lam. – gatunek roślin z rodziny fiołkowatych (Violaceae). Występuje endemicznie w północnej i północno-zachodniej Francji. 

## Morfologia

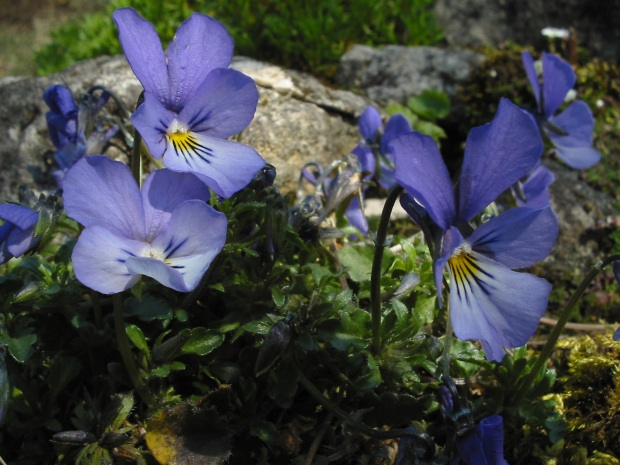
Kwiaty

PokrójBylina dorastająca do 25 cm wysokości, tworzy kłącza.
LiścieBlaszka liściowa ma kształt od sercowatego do okrągławego lub podługowatego. Mierzy 1,5–3 cm długości, jest karbowana na brzegu, ma sercowatą nasadę i tępy wierzchołek. Ogonek liściowy jest nagi i ma 2–4 cm długości. Przylistki są pierzasto-dzielne.
KwiatyPojedyncze, wyrastające z kątów pędów. Mają działki kielicha o lancetowatym kształcie. Płatki są odwrotnie jajowate i mają jasnofioletową barwę, dolny płatek posiada obłą ostrogę o długości 4 mm.

## Biologia i ekologia
Rośnie na łąkach, skarpach i terenach skalistych. 